# U-LABO
株式会社U-LABO（ユーラボ）は2015年にアメリカ・カリフォルニア大学への編入サポートを主軸として開始した留学・教育会社で、留学情報の提供、留学手続きの代行、留学期間中のサポートを主な事業としている。日本拠点に加え、カリフォルニア州内に3ヶ所の拠点を持ち、海外で学びたいという希望をもつ学生達のサポートを精力的に行っている。海外トップ大学への編入学に注力する会社としては、最大規模を誇る。

## 概要
U-LABOは、カリフォルニア大学ロサンゼルス校(UCLA)を卒業した小泉によって設立され、主にカリフォルニア大学への3年次編入に注力した事業展開をされている。近年では、編入先をアイビーリーグやカナダトップ大学にも拡大している。
サービスは、編入・渡米前に必要な英語学習を初め、渡米前サポート、留学後のサポートに特化。現地大学での履修計画の作成・日本人学生でも好成績を取得しやすいクラスの選定・チューターサポート等、世界トップ大学への進学に必要なサポートをすべて行い、安心して学業・課外活動に専念することが可能なプログラムを提供。併せて海外大学在学中の学生のキャリアサポートも行っている。

## 沿革
- 2012年9月 - 代表小泉による米国留学やカリフォルニア大学編入に関する情報発信メディア・ブログを開始
- 2015年9月 - UC編入を目指す学生からの問い合わせが相次ぎ、「UC編入サポート」開始
- 2018年2月 - 問い合わせは増え続け、カリフォルニア大学編入に特化した「UC編入プログラム」開講
- 2020年4月 - 個人事業「UC LABO」設立
- 2020年7月 - 海外大学生の学習サポートのため「チューター・サポート」開講
- 2020年7月 - College of Contra Costa (Diablo Valley College)と提携 - 米国サポート中心拠点としてサンフランシスコ・ベイ・エリアへの拡大
- 2021年1月 - Palomar Collegeと提携 - 米国サポート中心拠点としてサンディエゴ・エリアへの拡大
- 2021年3月 - Santa Monica Collegeと提携。米国サポート中心拠点としてロサンゼルス・エリアへの拡大
- 2021年5月 - 海外大学生に特化した「キャリア・サポート」開始
- 2021年12月 - コロナ禍においてもサポート希望者数は増え続け、会社名称を「株式会社U-LABO」に変更
- 2022年1月 - カリフォルニア州立大学編入に特化した「CSU編入プログラム」開講
- 2022年3月 - 河合塾グループ日米英語学院との業務提携を開始
- 2022年10月 - IVYグループへの編入に特化した「IVY編入プログラム」開講
- 2022年10月 - 1年次入学を対象とした「アメリカ私立大学奨学金プログラム」開講

## 社名の由来
前身は「UC LABO」であり、元々UC（カリフォルニア大学）への進学に特化していたことに由来する。法人化をするにあたり、UC以外の大学へのサポート展開を見据え、別の名前を模索。
学生一人一人が「将来何をやりたいのか」、「自分はどんな人なのか」など、とことん考えて、納得した最善の選択をしてもらいたいという思いがあり、そこが教育における大きな軸であると確信していた。そこで、あなた（学生）ひとりひとりが自分をとことん研究し、理解していける教育を提供したいという想いから、U（You-あなた）をLABO（研究）するという意味で、「U-LABO」に名称変更を行った。

## 主な出版物
『UCLAに留学したいと思ったら読む本: ~カリフォルニア大学に編入・合格する方法~』（ラーニングス、2022）

## 主なサービス
- カリフォルニア大学編入プログラム
- アイビーリーグ編入プログラム
- 日本の大学からの編入
- カナダトップスクール編入プログラム
- 米国高校早期編入対策プログラム
- 海外トップ大学付属校語学留学
- 海外大生向け就職活動塾

## 受賞歴
2022年 UCLAが選ぶグローバル社会に影響を与える事業100（原題：UCLA Bruin Business 100)

## オンライン無料カウンセリング
希望者に無料のオンラインカウンセリングを随時提供。全国、全世界どこからでも相談が可能。